# Canon EOS 550D

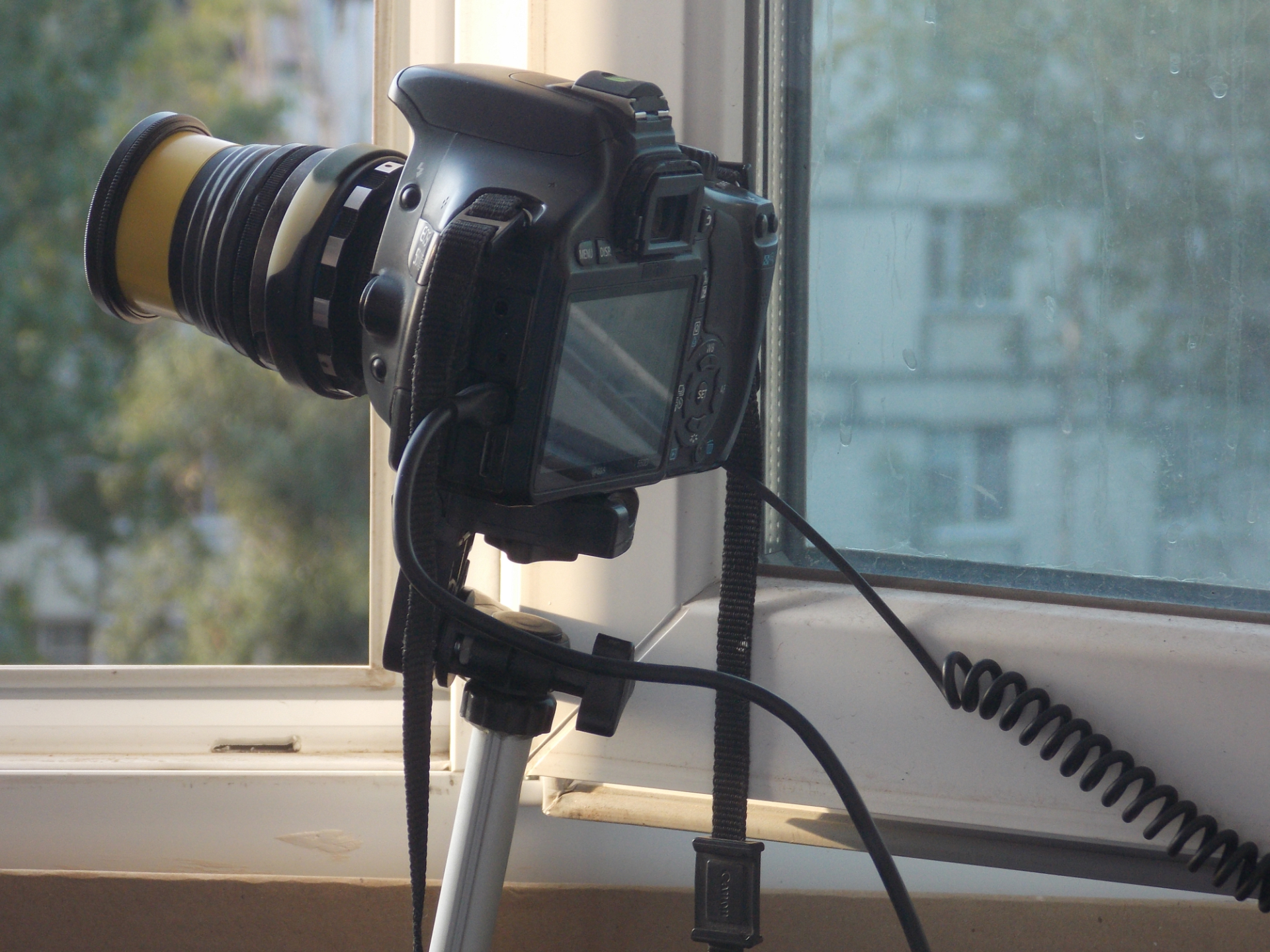
Canon EOS 550D

Canon EOS 550D — цифровой зеркальный фотоаппарат серии EOS компании Canon, продолжающий линейку любительских моделей EOS Digital. Является преемником модели Canon EOS 500D и предшественником модели Canon EOS 600D.
В Северной Америке фотоаппарат носит название EOS Digital Rebel T2i, в Японии — EOS Kiss X4 Digital.
Снят с производства и серийно не выпускается. Сборка камеры осуществлялась в Японии.

## Описание
Canon EOS 550D был анонсирован 8 февраля 2010 года, объявленная дата начала продаж — 24 февраля. Рекомендуемая розничная цена в США составляет 800 долларов для версии без объектива и 900 долларов для комплекта с объективом Canon EF-S 18-55mm f/3.5-5.6 IS.
Предыдущие модели этой серии — представленная в марте 2009 года Canon EOS 500D и январе 2008 года Canon EOS 450D некоторое время продавались параллельно с EOS 550D. На момент появления EOS 550D эти фотоаппараты предлагались на сайте Canon USA в версиях с объективом EF-S 18-55mm f/3.5-5.6 IS за 800 и 650 долларов соответственно.
По сравнению с EOS 500D новый фотоаппарат обладает рядом особенностей, впервые появившихся в представленном в сентябре 2009 года Canon EOS 7D: 18-мегапиксельный сенсор, 63-зонный экспозамер, отдельная кнопка для управления видеосъёмкой. Canon описывает 550D как модель, расширяющую привычные границы линейки потребительских DSLR Canon благодаря технологиям и функциям, более свойственным полупрофессиональным фотоаппаратам, заключённым в компактном и лёгком корпусе.

## Отличия от 500D

### Корпус и механика
- Форма большинства кнопок изменена.
- Новая кнопка управления видеосъёмкой.

### Электроника
- Максимальная скорость съёмки видео выросла с 20 до 29,97 кадров/с при разрешении 1920 × 1080 и с 30 до 59,94 кадров/с при разрешении 1280 × 720.
- Разрешение сенсора увеличено с 15,1 до 17,9 млн пикселов.
- Максимальная чувствительность в стандартном режиме — 6400 ISO вместо 3200 ISO.
- Скорость съёмки выросла с 3,4 до 3,7 кадров/c.
- Новая 63-зонная система экспозамера.
- 3-дюймовый ЖК-дисплей с пропорциями 3:2 и разрешением 1 040 000 пикселов вместо пропорций 4:3 и разрешения 920 000 пикселов.
- Поддержка карт памяти SDXC.

### Интерфейс и настройки
- Возможность редактирования видео.

### Недостатки
550D уступает 500D в следующем:
- Максимальное количество снимков, которое может поместиться в буфер при серийной съемке, уменьшилось со 170 до 34 в формате JPEG и с 9 до 6 в формате RAW.

## Комплект поставки
Canon EOS 550D предлагается в двух основных вариантах комплектации:
- без объектива,
- с объективом EF-S 18-55mm f/3.5-5.6 IS.

В различных странах возможны комплектации Canon EOS 550D с одним из объективов:
- EF-S 17-85mm f/4-5.6 IS,
- EF-S 18-135mm f/3.5-5.6 IS,
- EF-S 18-200mm f/3.5-5.6 IS.

Также в комплект поставки входят:
- Литий-ионный аккумулятор LP-E8.
- Зарядное устройство LC-E8 (либо ACK-E8 (сетевой адаптер), LC-E8E).
- Шейный ремень.
- USB-кабель и стереофонический аудио/видеокабель AVC-DC400ST.
- Документация и программное обеспечение.

## Награды
Canon EOS 550D стал лауреатом премий TIPA (Technical Image Press Association) и EISA (European Imaging and Sound Association):
- Best DSLR Advanced (2010)[4],
- EISA European Camera (2010—2011)[5].